# Gima

Le logo de la marque

Gima (Groupement industriel métallurgique et automobile) était un constructeur français de motos à petites cylindrées, actif de 1947 à 1955, implanté à Chamalières, dans le Puy-de-Dôme et dont le fondateur est le député Henry Andraud (1895-1949).  

## Historique

### Gima de 1947 à 1956
Le GIMA commence ses activités pendant la 2e guerre mondiale, en produisant des pièces mécaniques pour les frères Louis et Henri Chartoire, dirigeants des AMC, les Ateliers de Mécanique du Centre installés à Clermont-Ferrand. AMC produit alors des moteurs 2T et 4T pour petites cylindrées (108 cc et 125 cc). Henry Andraud, qui fut pilote, fait un appel à projets de cadre moto. Le croquis de l'ingénieux Paul Josué sur une feuille de papier d'écolier est retenu.  

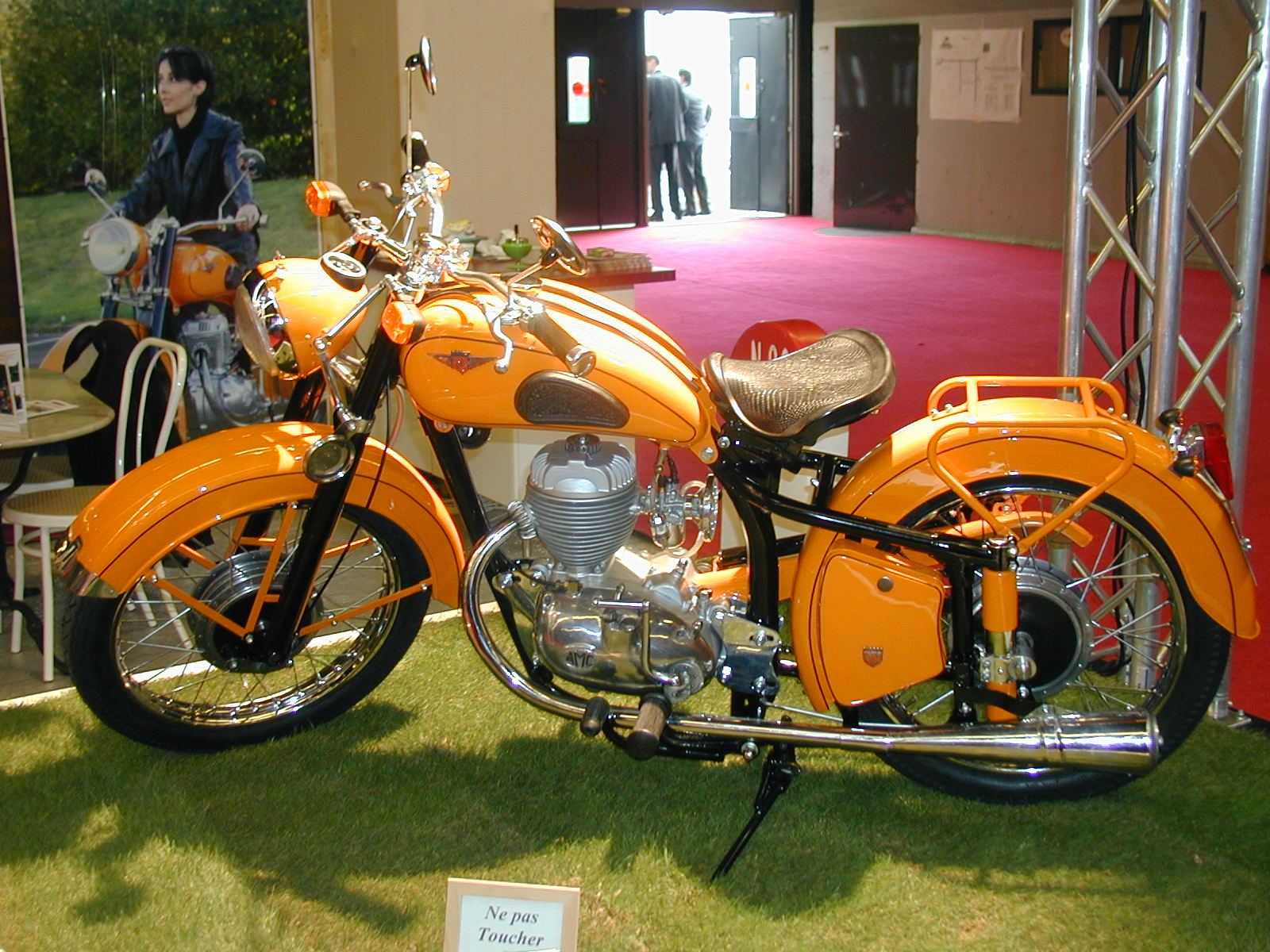
Une ancienne/nouvelle GIMA

La GIMA sort d'abord avec un moteur AMC de 108 cm³. Elle fait partie des premiers vélomoteurs français « modernes » car équipée d'une fourche télescopique. Présentée dès 1948 en 175 cm³ au Salon de la moto à Paris, elle obtient un franc succès. Les motorisations furent de 108 - 125 - 175 - 250 cm3, avec des moteurs AMC et Ydral.
Les GIMAs remportèrent de nombreux succès en course, notamment en s'arrogeant les deux premières places du Bol d'Or en 1949 en catégories 175 cm³ (pilote: Marcel Pahin) et 125 cm³ (pilotes: le professionnel Mathieu et l'amateur François Valeyre, du Moto Club du Puy-de-Dôme). Toutefois, Mathieu avait concouru avec un moteur AMC qu'il avait lui-même profondément modifié, GIMA n'ayant guère plus apporté que son logo et l'hospitalité de son stand. 
Malheureusement, la crise de l'industrie motocycliste en général, l'arrivée des scooters italiens et des premières motos japonaises, plus économiques, et la crise économique provoquée par la guerre d'Algérie, provoquèrent le déclin de la marque qui sera liquidée après la faillite en 1955. Les stocks de pièces seront revendus à l’entreprise voisine Favor qui distribuera des 125, 175 et 250 de conception Gima sous la marque Favor.

### 2005 GB Méca relance la marque Gima
En 2005, à Peschadoires, la société GB Méca, dirigée par Hilario Gonzales décide de reprendre la production de la GIMA 125 cm3, à moteur AMC. Ce monocylindre quatre temps AMC ne consomme que 2,5 litres d'essence aux 100 kilomètres. Concessions à la modernité oblige, l'allumage est électronique et le carburateur est un Dell'Orto et non plus un Solex, outre les détails règlementaires tels que les clignotants ou les rétroviseurs. Les premiers 500 exemplaires devaient être commercialisés au prix de 3 600 €, mais le projet périclita. 
La société bénéficia le 27 février 2009 d'une procédure de sauvegarde, malheureusement convertie en liquidation judiciaire le 19 février 2010. Le 21 mars 2012 la société GIMA déposait le bilan et était radiée du registre du commerce et des sociétés.